# تمرد الجنرالات

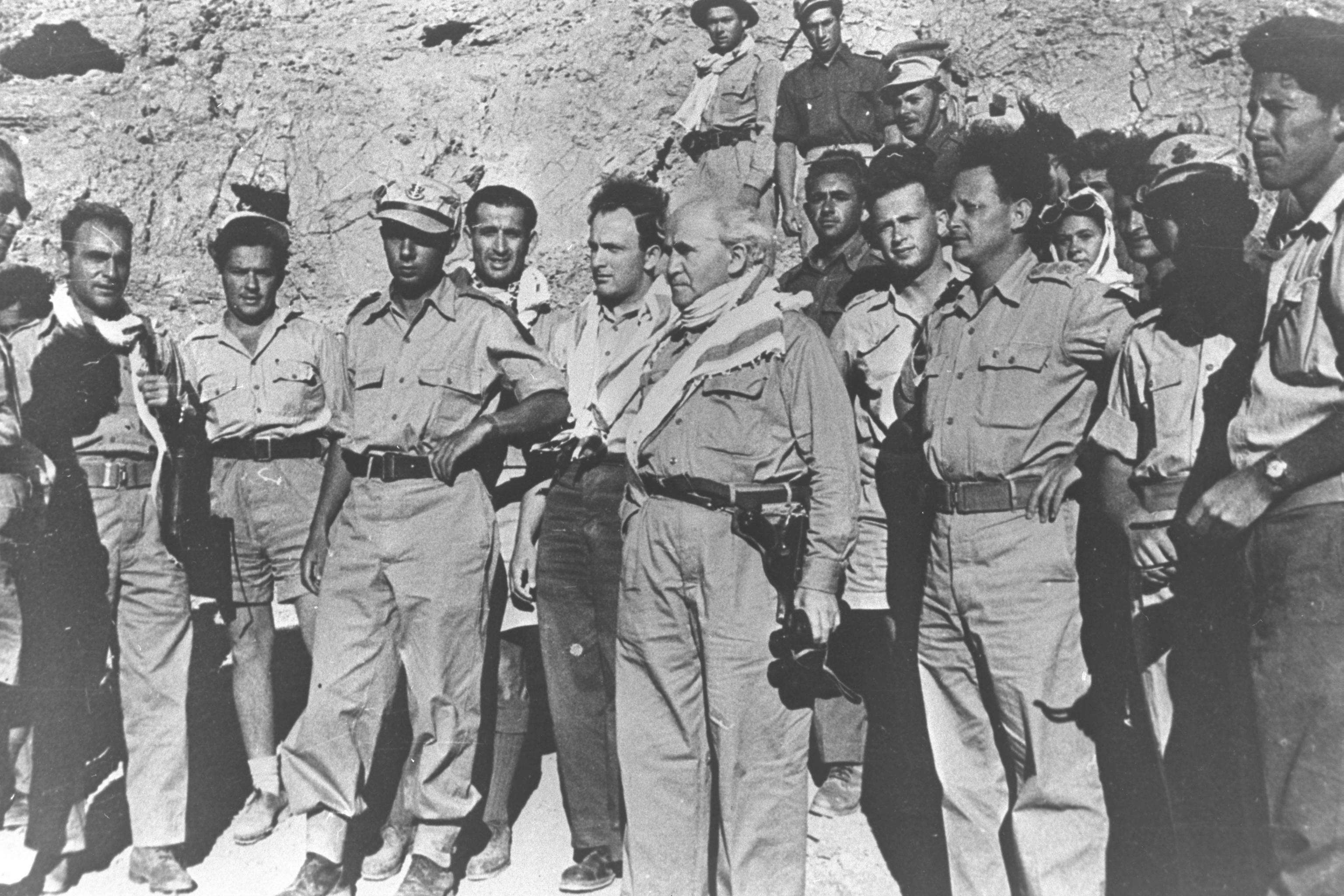
بن غوريون (ممسكاً بنظارات الميدان) في عام 1948. يقف وراءه اسحق رابين وإلى يساره إيغال ألون.

كانت ثورة الجنرالات سلسلة من المواجهات بين ديفيد بن غوريون وجنرالات الجيش الإسرائيلي المشكل حديثًا في عام 1948 عشية قيام دولة إسرائيل.
كانت خلفية النزاع إصرار بن غوريون على تعيين قادة من حزب ماباي التابع له في مناصب عليا في الجيش الإسرائيلي، وتركزت في الغالب على يسرائيل غاليلي قائد القيادة الوطنية في مابام، الذي أخرجه بن غوريون أخيرًا في يونيو في خضم حرب 1948.

## التاريخ
كان لبن غوريون ثلاثة أهداف: استبدال هياكل اليشوف الحالية للسيطرة على الهاغاناه واستبدالها بسلسلة مركزية من القيادة؛ وحل الوحدات المرتبطة بالحركات السياسية وإنشاء جيش وطني موحد؛ وبناء جيش يعتمد على نموذج الجيش البريطاني، متخلفًا عن نموذج «الجيش الثوري» في البلماح.
في عام 1946 حاول بن غوريون تعيين مؤيدين موالين في المراتب العليا من الهاغاناه لكنه لم ينجح. دار نقاش في العام التالي داخل مؤسسة الدفاع حول شكل القوات المسلحة التي ينبغي أن يكون لدى اليشوف في النزاع المتوقع. اقترح بن غوريون منظمة جديدة تمامًا لتحل محل الهاغاناه على غرار الجيش البريطاني، وصدمت هذه الأفكار الجديدة قيادة الهاغاناه التي لم تكن نشطة منذ الانسحاب من العمل المباشر ضد السلطات البريطانية في يوليو 1946، وهددت الأزمة الروح المعنوية داخل وحدات الهاغاناه، فتنازل بن غوريون عن أفكاره بدلاً من إتلاف الهياكل الحالية.

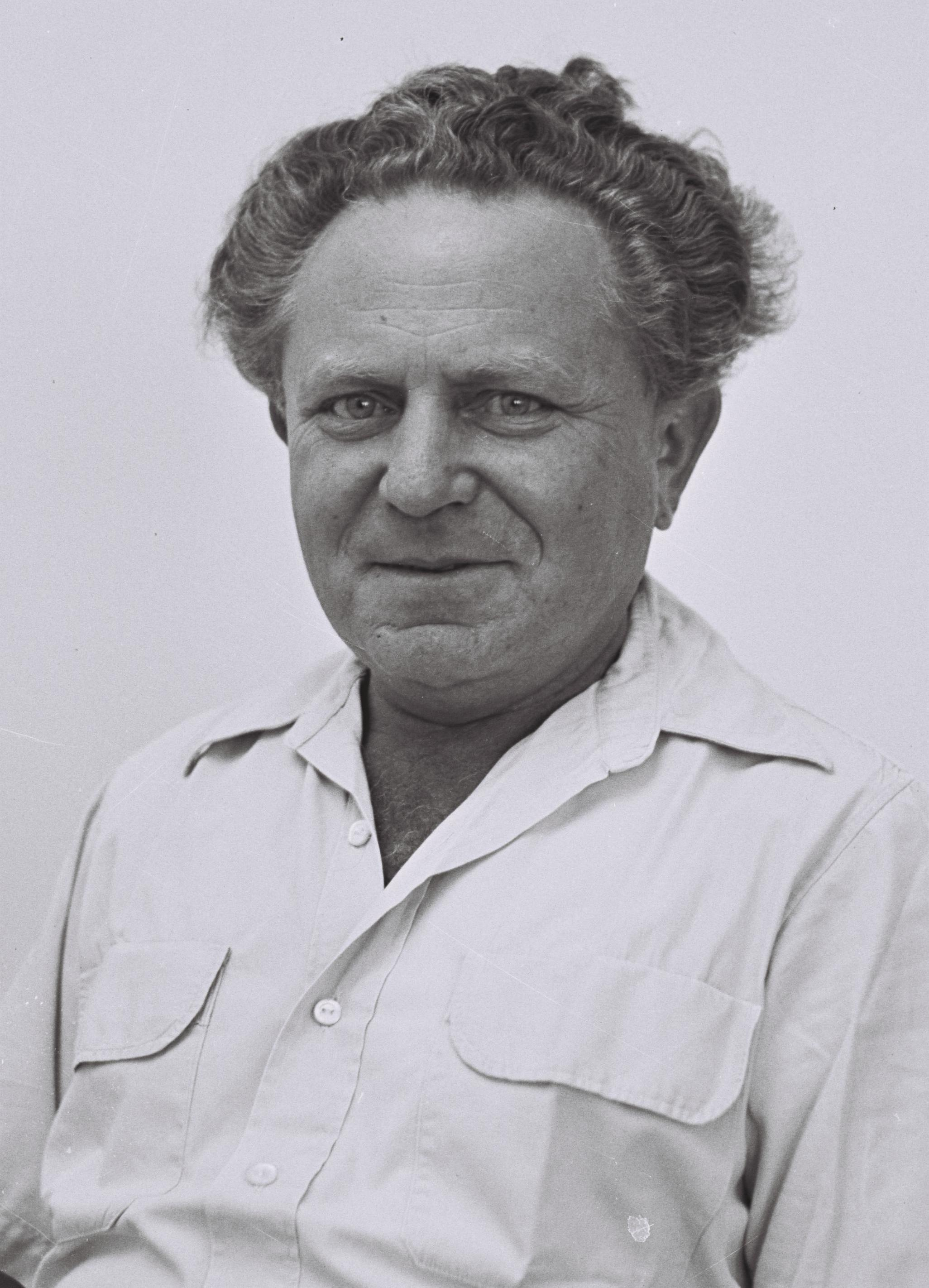
يسرائيل غاليلي

في أبريل 1948، بينما كان رئيس الأركان يعقوب دوري غائبًا بسبب اعتلال صحي، توصل بن غوريون إلى قرار إلغاء رئيس القيادة الوطنية، ومنح نفسه كوزير للدفاع السيطرة المباشرة على الجنرال العاملين. شغل هذا المنصب يسرائيل غاليلي، أحد قادة مابام، المنافسين المؤيدين للسوفيت لحزب ماباي الذي يتزعمه بن غوريون. أخطر بن غوريون جليلي بالقرار في 26 أبريل. بعد أن أثار غاليلي اعتراضاته في 3 مايو، أصدر بن غوريون خطابًا رسميًا:
«. . . تم إلغاء منصب رئيس القيادة الوطنية، وتم إنهاء تعيين يسرائيل غاليلي في هذا المنصب. سيتلقى موظفو قوات الأمن تعليماتهم من مدير الأمن [بن غوريون نفسه] أو من يمثله».
كان غالبية ضباط الجيش الإسرائيلي في ذلك الوقت من مابام، وكان رد العديد منهم هو التهديد بالاستقالة. تنبأت صحيفة «مابام» عال همشمار بأن النتيجة ستكون «ديكتاتورية شخصية». في 6 مايو قدمت قيادة الهاغانا إلى بن غوريون إنذاراً:
"" يرى رؤساء الدوائر أنه من الضروري إعادة [يسرائيل غاليلي] إلى منصبه حتى يتم اتخاذ الترتيبات النهائية. إذا لم يتم تسوية هذه المسألة خلال الـ 12 ساعة القادمة، فسيتوقف رؤساء الإدارات عن اعتبار أنفسهم مسؤولين عن إدارة الشؤون ".
رفض بن غوريون إعادة غاليلي إلى منصبه، لكنه قبل بحل وسط بعضوية غاليلي في هيئة الأركان العامة، لكن بواجبات غير محددة وتم سحب الاستقالات المهددة.

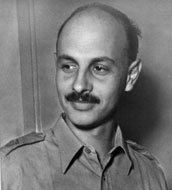
يغائيل يادين

حاول بن غوريون الأمر مرة أخرى في يونيو 1948. اقترح إعادة تنظيم الهاغاناه لإعطاء الجيش الإسرائيلي قيادة موحدة مبنية على أربع مناطق قتال. كان الدافع الأساسي للتغييرات هو تطهير مقر قيادة الجيش الإسرائيلي من ضباط مابام. رداً على ذلك في 24 يونيو قدم رئيس الأركان بالإنابة يغائيل يادين ومجموعة من ضباط الأركان خطة لإعادة الهيكلة، والتي تضمنت اقتراحاتهم بشأن من يجب أن يكون قائدًا لكل من الأوامر الأربعة. لم يكن يادن من مابام، لكن ثلاثة من التعيينات الأربعة المقترحة كانت منه. قدم بن غوريون اقتراحات مضادة مع ثلاثة من قدامى المحاربين في الجيش البريطاني ليكونوا رؤساء الإدارات في الأركان العامة، مع مردخاي ماكليف البالغ من العمر 28 عامًا كقائد للقيادة الشرقية وموشيه ديان قائدًا للقدس. انضم يادين إلى أعضاء مابام في اتهام بن غوريون بالتدخل السياسي في الجيش، مع التركيز بشكل خاص على ماكليف الذي كان يفتقر إلى الخبرة. قدمت مجموعة من الجنرالات بقيادة يادين استقالاتهم، وشملت هذه جنرالات من مبان مثل كوهين (بن هور)، زفي أيالون وغاليلي. في اجتماع حكومي عاصف، قبل بن غوريون تشكيل لجنة من خمسة أعضاء برئاسة وزير الداخلية يتسحاق جرونباوم للنظر في هيكل القيادة العليا، بشرط طرد غاليلي. خلال جلساتها السرية، استمعت اللجنة إلى شكاوى «تدخل متواصل من بن غوريون في القرارات التشغيلية» كما حدث في الهجمات الأخيرة على اللطرون. اتهم مابام في وسائل الإعلام بن غوريون بمهاجمة البلماح، واقترحت اللجنة أن يكون هناك مجلس حرب متعدد الأحزاب، ويجب أن يكون هناك مديران عامان من مختلف الأحزاب: واحد بين بن غوريون ووزير الدفاع، والآخر بين بن غوريون والجيش. مع مرور ثمانية أيام على نهاية الهدنة الأولى، أعلن بن غوريون استقالته من منصب رئيس الوزراء ووزير الدفاع. في المفاوضات التي تلت ذلك، وافق مجلس الوزراء على سحب توصيات اللجنة وبن غوريون تخلى عن اقتراحات تعيينه وتهديده بالاستقالة، وتمت إزالة غاليلي من جميع مواقع النفوذ وبقي بن غوريون القائد الأعلى.

### قائمة المصادر
- Bar Zohar، Michael (1978). Ben-Gurion. A biography. Weidenfeld & Nicolson. ISBN:0-297-77401-8.  Bar Zohar، Michael (1978). Ben-Gurion. A biography. Weidenfeld & Nicolson. ISBN:0-297-77401-8.  Bar Zohar، Michael (1978). Ben-Gurion. A biography. Weidenfeld & Nicolson. ISBN:0-297-77401-8.
- Kimche، Jon (1950). Seven Fallen Pillars. The Middle East, 1915-1950. London: Secker and Warburg.
- Peri، Yoram (1983). Between battles and ballots. Israeli military in politics. Cambridge University Press. ISBN:0-521-24414-5.  Peri، Yoram (1983). Between battles and ballots. Israeli military in politics. Cambridge University Press. ISBN:0-521-24414-5.  Peri، Yoram (1983). Between battles and ballots. Israeli military in politics. Cambridge University Press. ISBN:0-521-24414-5.